# La Liga 1929/1930
La Liga 1929/1930 var den andra upplagan av Spaniens högsta liga i fotboll för herrar. Athletic Bilbao blev ligasegrare. Säsongen började den 1 december 1929 och slutade 30 mars 1930. Totalt tio lag tävlade i denna säsong.

## Deltagande lag
| Lag                         | Läge          | Arena         |
| --------------------------- | ------------- | ------------- |
| Arenas Club de Getxo        | Guecho        | Ibaiondo      |
| Athletic Bilbao             | Bilbao        | San Mamés     |
| Football Club Barcelona     | Barcelona     | Les Corts     |
| Athletic Club Madrid        | Madrid        | Metropolitano |
| Real Club Deportivo Español | Barcelona     | Sarriá        |
| Club Deportivo Europa       | Barcelona     | El Guinardó   |
| Real Santander Racing Club  | Santander     | El Sardinero  |
| Real Madrid Football Club   | Madrid        | Chamartín     |
| Real Sociedad de Fútbol     | San Sebastián | Atocha        |
| Real Unión Club             | Irún          | Gal           |

## Tabell
| Nr | Lag              | S  | V  | O | F  | GM | IM | MS  | P  |
| -- | ---------------- | -- | -- | - | -- | -- | -- | --- | -- |
| 1  | Athletic Bilbao  | 18 | 12 | 6 | 0  | 63 | 28 | +35 | 30 |
| 2  | Barcelona (RL)   | 18 | 11 | 1 | 6  | 46 | 36 | +10 | 23 |
| 3  | Getxo            | 18 | 9  | 2 | 7  | 51 | 40 | +11 | 20 |
| 4  | Espanyol         | 18 | 9  | 2 | 7  | 40 | 33 | +7  | 20 |
| 5  | Real Madrid      | 18 | 7  | 3 | 8  | 45 | 42 | +3  | 17 |
| 6  | Real Unión       | 18 | 6  | 5 | 7  | 48 | 52 | −4  | 17 |
| 7  | Real Sociedad    | 18 | 5  | 4 | 9  | 34 | 37 | −3  | 14 |
| 8  | Racing Santander | 18 | 7  | 0 | 11 | 32 | 58 | −26 | 14 |
| 9  | Europa           | 18 | 6  | 1 | 11 | 29 | 44 | −15 | 13 |
| 10 | Atlético Madrid  | 18 | 5  | 2 | 11 | 32 | 50 | −18 | 12 |